# Saison 2 de Scrubs
Chronologie
Saison 1 Saison 3
Cet article présente le guide des épisodes de la deuxième saison de la série télévisée Scrubs.

## Distribution

### Acteurs principaux
- Zach Braff (VF : Alexis Tomassian) : Dr John Michael « JD » Dorian
- Sarah Chalke (VF : Véronique Desmadryl) : Dr Elliot Reid
- Donald Faison (VF : Lucien Jean-Baptiste) : Dr Christopher « Turk » Duncan Turk
- John C. McGinley (VF : Hervé Jolly) : Dr Perceval « Perry » Ulysse Cox
- Ken Jenkins (VF : Richard Leblond) : Dr Robert « Bob » Kelso
- Judy Reyes (VF : Julie Turin) : Infirmière Carla Espinosa
- Neil Flynn (VF : Pascal Massix) : L'homme de ménage ou le Concierge (The Janitor en VO)

### Acteurs secondaires
- Aloma Wright (VF : Catherine Artigala) : Infirmière Laverne Roberts
- Robert Maschio (VF : Pascal Germain) : Dr Todd Quinlan
- Sam Lloyd (VF : Denis Boileau) : Ted Buckland
- Christa Miller-Lawrence (VF : Brigitte Aubry) : Jordan Sullivan
- Johnny Kastl (VF : Emmanuel Beckermann) : Dr Doug Murphy
- Robert Clendenin (en) (VF : Éric Marchal) : Dr Bob Zeltzer
- Philip McNiven (VF : Yves-Henry Salerne) : Roy
- Charles Chun (VF : Charles Borg) : Dr Wen
- Randall Winston : Leonard
- Martin Klebba : Randall Winston
- Rick Schroder (VF : Alexandre Gillet) : Infirmier Paul Flowers (4 épisodes)
- Manley Henry : Titulaire Ronald, dit Snoop Dogg
- Bob Bencomo : Coleman Slawski, dit Docteur Colonel
- Frank Cameron (VF : Matthieu Albertini) : Dr Walter Mickhead
- Geoff Stevenson : Dr Beardface (nom original, traduit par Dr Barbeblanche, Barberousse, Barbepoilue selon les épisodes
- Cody Estes (en) : J.D. jeune
- Andrew Miller : Jack Cox
- Phill Lewis (VF : Thierry Desroses) : Hooch

### Invités
- Tom Cavanagh (VF : Lionel Tua) : Daniel « Dan » Dorian, grand frère de JD (épisode 6)
- Heather Locklear (VF : Dominique Dumont) : Julie Keaton, représentante d'une société pharmaceutique (épisodes 7 et 8)
- John Ritter (VF : Jean Barney) : Sam Dorian, père de JD (épisode 9)
- Alan Ruck : M. Braga, un patient (épisode 9)
- Richard Kind (VF : Gérard Surugue) : Harvey Corman, patient hypocondriaque (épisode 12)
- D.L. Hughley (VF : Christophe Lemoine) : Kevin, le frère de Turk (épisode 14)
- Dick Van Dyke (VF : Marc Cassot) : Dr Doug Townshend (épisode 14)
- Masi Oka : Franklyn, assistant du laboratoire (épisodes 17 et 18)
- Jay Mohr : Dr Pete Fisher (épisode 17)
- Amy Smart (VF : Sauvane Delanoë) : Jamie Moyer (épisodes 18, 20 et 21)
- Ryan Reynolds (VF : Adrien Antoine) : Spence, pote de fac de JD et Turk (épisode 22)

#### Caméos
Colin Hay, David Copperfield, Jay Leno, Fred Berry

## Résumé de la saison
La deuxième année d'internat de JD, Turk et Elliott commence mal car tous s'ignorent depuis les révélations de Jordan. Mais finalement, ils se réconcilient et reprennent leurs trains de vie d'avant. JD et Elliot couchent à nouveau ensemble, avant de devenir « copains de lit » (ils couchent ensemble, sans vrais sentiments) mais préfèrent se séparer bien que JD soit toujours amoureux d'elle. JD a ensuite une brève liaison avec Jamie, la veuve d'un de ses patients, tandis qu'Elliot sort quant à elle avec un infirmier, Paul Flowers (épisodes 15-19).
Carla et Turk, après quelques déboires et une longue hésitation de l'infirmière, se fiancent. Cox se remet avec son ex-femme Jordan, qui revient enceinte de plusieurs mois mais refuse de révéler qui est le père. Elle accouche d'un petit garçon, Jack, que le Dr Cox accepte d'élever avec Jordan, mais il finit par apprendre qu'il est le père biologique de l'enfant, et que JD le savait.
Dans le dernier épisode, Cox, ragaillardi par JD qui lui dit d'assumer son rôle de père, prend la défense d'Elliot et frappe Kelso.

## Épisodes

### Épisode 1:Mon exagération
- États-Unis : 26 septembre 2002 sur NBC
- France : 10 mai 2003 sur TPS Star

- Scott Peacock (M. Zerbo)
- Aloma Wright (Infirmière Laverne Roberts)
- Christa Miller Lawrence (Jordan Sullivan)
- Robert Maschio (Todd)
- Colin Hay (Troubadour)
- Bob McClurg (Conducteur de voiture)

- Colin Hay interprète Overkill, un single de 1983 du groupe Men at Work dont il était le chanteur.
- Cet épisode utilise un nouveau générique, introduisant le concierge comme un personnage régulier.

### Épisode 2:Ma nuit de garde
- États-Unis : 3 octobre 2002 sur NBC
- France : 10 mai 2003 sur TPS Star

- Bonita Friedericy (Infirmière)
- Marcus Ashley (Dr des Urgences)
- Sam Lloyd (Ted)
- Christa Miller Lawrence (Jordan Sullivan)
- Robert Maschio (Todd)
- Richard Cansino (Dr Rose)
- Paul Perry (Randall)
- George Miserlis (Crispin)
- Philip Mcniven (Roy)

### Épisode 3:Mon cas d'étude
- États-Unis : 10 octobre 2002 sur NBC
- France : 17 mai 2003 sur TPS Star

- Douglas Sutherland (Guy With Perm)
- Jill Basey (Mme Kellerman)
- Aloma Wright (Infirmière Laverne Roberts)
- Johnny Kastl (Doug)
- Robert Maschio (Todd)
- Maree Cheatham (Mme Warner)
- Michael Mcdonald (Mike)
- Charles Chun (Dr Wen)

### Épisode 4:Ma grande gueule
- États-Unis : 17 octobre 2002 sur NBC
- France : 17 mai 2003 sur TPS Star

- Aloma Wright (Infirmière Laverne Roberts)
- Lindsey Stoddart (Lauren)
- Robert Maschio (Todd)
- Lela Lee (Bonnie)
- Charles Chun (Dr Wen)
- Brian Powell (M. Hogan)
- Joe Rose (Troy)

### Épisode 5:Ma nouvelle blouse
- États-Unis : 24 octobre 2002 sur NBC
- France : 24 mai 2003 sur TPS Star

- Aloma Wright (Infirmière Laverne Roberts)
- Sam Lloyd (Ted)
- Ted Lange (M. Blair)
- Robert Maschio (Todd)
- Jeff Asch (Dr Amato)
- Derek Miller (Orderly)
- Brian Mcgovern (Dr Distefano)
- Kerry Michaels Mme Bumbry)
- Bruce Sledge (Dana Gould)
- Linda Tran (Noelle)
- Rochelle Robinson (Femme)
- Britt Erickson (Belle Femme)

### Épisode 6:Mon grand frère
- États-Unis : 31 octobre 2002 sur NBC
- France : 24 mai 2003 sur TPS Star

- Thomas Cavanagh (Daniel « Dan » Dorian, le frère de J.D.)
- Aloma Wright (Infirmière Laverne Roberts)
- Johnny Kastl (Doug)
- Charles Chun (Dr Wen)
- Kelly McCracken (Patient Rikkles)
- Susan Grace (Femme)
- Lyla Graham (Vieille Mère)
- Natalie Farrey (Employée)

### Épisode 7:Mes premiers pas
- États-Unis : 7 novembre 2002 sur NBC
- France : 31 mai 2003 sur TPS Star

- Heather Locklear (Julie Keaton)
- Paige Peterson (Infirmière)
- Robert Maschio (Todd)
- Cole Williams (Mike)
- Cody Estes (Jeune J.D.)

### Épisode 8:Mes petits larcins
- États-Unis : 14 novembre 2002 sur NBC
- France : 31 mai 2003 sur TPS Star

- Heather Locklear (Julie Keaton)
- Aloma Wright (Infirmière Laverne Roberts)
- Christa Miller Lawrence (Jordan Sullivan)
- Lane Davies (Dr Simon Reid)
- Julie Hudson (Dr Gerson)
- Keilana Smith (Directeur de la Clinique)
- Donald Sage Mackay (Docteur)

### Épisode 9:Mon jour de chance
- États-Unis : 5 décembre 2002 sur NBC
- France : 7 juin 2003 sur TPS Star

- David Copperfield (Lui-même)
- Aloma Wright (Infirmière Laverne Roberts)
- Christa Miller Lawrence (Jordan Sullivan)
- Sam Lloyd (Ted)
- Alan Ruck (M. Bragin)
- Biff Yeager (en) (Dr Walch)
- Julie Hudson (Dr Gerson)
- Lindsey Stoddart (Lauren)
- Deonté Gordon (Mark)
- Richard Livingston (Père)
- Donald Sage Mackay Docteur)
- Cody Estes (Jeune J.D.)

### Épisode 10:Mon monstre
- États-Unis : 12 décembre 2002 sur NBC
- France : 7 juin 2003 sur TPS Star

- Sarah Lancaster (Lisa)
- Aloma Wright (Infirmière Laverne Roberts)
- Christa Miller Lawrence (Jordan Sullivan)
- Robert Maschio (Todd)
- Marcy Goldman (Mme Watson)
- Brogan Roche (Leader du chœur)
- Damara Reilly (Mme Koppleman)

### Épisode 11:Mon copain de lit
- États-Unis : 2 janvier 2003 sur NBC
- France : 14 juin 2003 sur TPS Star

- Aloma Wright (Infirmière Laverne Roberts)
- Robert Maschio (Todd)
- Don Tiffany (M. Marrick)
- Stacy Barnhisel (Mme Marrick)
- Garrett Donovan (Bébé Marrick)
- Kevin Cooney (M. Woodbury)

### Épisode 12:Mon nouvel ex-amoureux
- États-Unis : 9 janvier 2003 sur NBC
- France : 14 juin 2003 sur TPS Star

- Richard Kind (Harvey Corman)
- Sarah Lancaster (Lisa)
- Aloma Wright (Infirmière Laverne Roberts)
- Robert Maschio (Todd)
- Robert Clendenin (Dr Zeltzer)
- Larry Udy (M. Grimmett)
- Phyllis Applegate (Mme Kaye)
- Mike Schwartz (Patient)
- Jessica Wright (Jeune Femme)
- Trevor Wright (Enfant)

### Épisode 13:Ma philosophie
- États-Unis : 16 janvier 2003 sur NBC
- France : 21 juin 2003 sur TPS Star

- Histoire : Bill Lawrence
- Mise en scène : Matt Tarses et Tim Hobert

- Sam Jaeger (Steve Larkin)
- Sam Lloyd (Ted)
- Aloma Wright (Infirmière Laverne Roberts)
- Robert Maschio (Todd)
- Toni Ann Rossi (Sandy Larkin)
- Joey Saravia (Ralphie)
- Kit Pongetti (Dr Mitchell)
- Jill Tracy (Elaine)
- Daniel Edward Mora (Père)

### Épisode 14:Mon ami, mon frère
- États-Unis : 23 janvier 2003 sur NBC
- France : 21 juin 2003 sur TPS Star

- Dick Van Dyke (Dr Townshend)
- D.L. Hughley (Kevin Turk)
- Christa Miller Lawrence (Jordan Sullivan)
- Sam Lloyd (Ted)
- Robert Maschio (Todd)
- Charles Chun (Dr Wen)
- Julie Hudson (Dr Gerson)
- George Miserlis (Crispin)
- Robert Beckwith (Roy)
- Paul F. Perry (Randall)
- Joe Rose (Troy)

### Épisode 15:Son histoire
- États-Unis : 30 janvier 2003 sur NBC
- France : 28 juin 2003 sur TPS Star

- Rick Schroder (Infirmier Paul Flowers)
- Eric Bogosian (Dr Gross)
- Aloma Wright (Infirmière Laverne Roberts)
- Johnny Kastl (Doug)
- Robert Maschio (Todd)
- Robert Clendenin (Dr Zeltzer)
- Lenore Thomas (Jenny)
- Bergen Williams (Carol Stonewater)

### Épisode 16:Mon karma
- États-Unis : 20 février 2003 sur NBC
- France : 28 juin 2003 sur TPS Star

- Rick Schroder (Infirmier Paul Flowers)
- Christa Miller Lawrence (Jordan Sullivan)
- Aloma Wright (Infirmière Laverne Roberts)
- Sam Lloyd (Ted)
- Robert Maschio (Todd)
- Debra Azar (Dr Donna)
- Ron Ostrow (M. Foster)
- Keith Blaney (M. Simms)
- Lindsey Stoddart (Lauren)

### Épisode 17:Mon copain médecin du privé
- États-Unis : 13 mars 2003 sur NBC
- France : 5 juillet 2003 sur TPS Star

- Masi Oka (Franklyn)
- Jay Mohr (Dr Peter Fisher)
- Jay Leno (Lui-même)
- Christa Miller Lawrence (Jordan Sullivan)
- Aloma Wright (Infirmière Laverne Roberts)
- Robert Maschio (Todd)
- Ron Ostrow (M. Foster)
- Kathryn White (Mme Grayson)
- Jason Baumgard (Chet)
- Barry Kivel (M. Hilliard)
- D. Elliot Woods (Garde de sécurité)
- David Martel (Patient)
- Hayden Tank (Garçon)

### Épisode 18:Ma S.N.C
- États-Unis : 20 mars 2003 sur NBC
- France : 5 juillet 2003 sur TPS Star

- Masi Oka (Franklyn)
- Rick Schroder (Infirmier Paul Flowers)
- Amy Smart (Jamie Moyer)
- Paige Peterson (Infirmière mignonne)
- Christa Miller Lawrence (Jordan Sullivan)
- Aloma Wright (Infirmière Laverne Roberts)
- Sam Lloyd (Ted)
- Jonathan Conrad (Justin)
- Adam Harrington (Jack Moyer)
- Joey Saravia (Ralphie)
- David Martel (Patient)

### Épisode 19:Mon royaume
- États-Unis : 27 mars 2003 sur NBC
- France : 12 juillet 2003 sur TPS Star

- Rick Schroder (Infirmier Paul Flowers)
- Aloma Wright (Infirmière Laverne Roberts)
- Robert Maschio (Todd)
- Johnny Kastl (Doug)
- Sam Lloyd (Ted)
- Charles Chun (Dr Wen)
- Philip Mcniven (Roy)
- Paul F. Perry (Randall)
- George Miserlis (Crispin)
- Tim Benedick (Chirurgien)
- Danny Swerdlow (Rudy)
- Angee Hughes (Infirmière)
- Monica Allison (Femme attrayante)
- Larkin Campbell (1er Homme d'entretien)
- J. K. Baker (2e Homme d'entretien)

### Épisode 20:Mon interprétation
- États-Unis : 3 avril 2003 sur NBC
- France : 12 juillet 2003 sur TPS Star

- Amy Smart (Jamie Moyer)
- Aloma Wright (Infirmière Laverne Roberts)
- Christa Miller Lawrence (Jordan Sullivan)
- Robert Maschio (Todd)
- Sam Lloyd (Ted)
- Donald Sage Mackay (Dr Page)
- Soren Hellerup (Rolf Mueller)
- Ingo Neuhaus (Hermann Mueller)
- Leslie David Baker (Patient en Chirurgie)

### Épisode 21:Ma tragédienne
- États-Unis : 10 avril 2003 sur NBC
- France : 19 juillet 2003 sur TPS Star

- Amy Smart (Jamie Moyer)
- Aloma Wright (Infirmière Laverne Roberts)
- Johnny Kastl (Doug)
- Robert Maschio (Todd)
- Sam Lloyd (Ted)
- Robert Noble (Chaplain)
- Gabriel Pimentel (Mike)
- Fred Berry (Lui-même)
- Larry Udy (M. Weisfeiner)
- Gillian Vigman (Patiente)

### Épisode 22:Mon métier de rêve
- États-Unis : 17 avril 2003 sur NBC
- France : 19 juillet 2003 sur TPS Star

- Ryan Reynolds (Spence)
- Christa Miller Lawrence (Jordan Sullivan)
- Aloma Wright (Infirmière Laverne Roberts)
- Sam Lloyd (Ted)
- Robert Maschio (Todd)
- Johnny Kastl (Doug)
- Steve Susskind (M. Groff)
- Richard Voigts (M. Weinberg)
- James Henriksen (Mari)
- Sarah Lilly (Femme)